# Струнные щипковые музыкальные инструменты
Струнные щипковые музыкальные инструменты — струнные инструменты, звукоизвлечение на которых осуществляется защипыванием струн пальцами или медиатором.
Многие щипковые инструменты относятся к семейству лютни, и состоят из резонирующего корпуса и грифа. Инструменты семейства цитры не имеют грифа, их струны крепятся к корпусу, вдоль (например, гусли) или поперёк (арфа). Одним из ближайших родственников является клавесин, поскольку его конструкция предусматривает защипывание струны толкачиком с медиатором, стоящим на конце клавиши.

## Семейство лютни
Инструменты типа лютни отличаются наличием грифа с ладами.

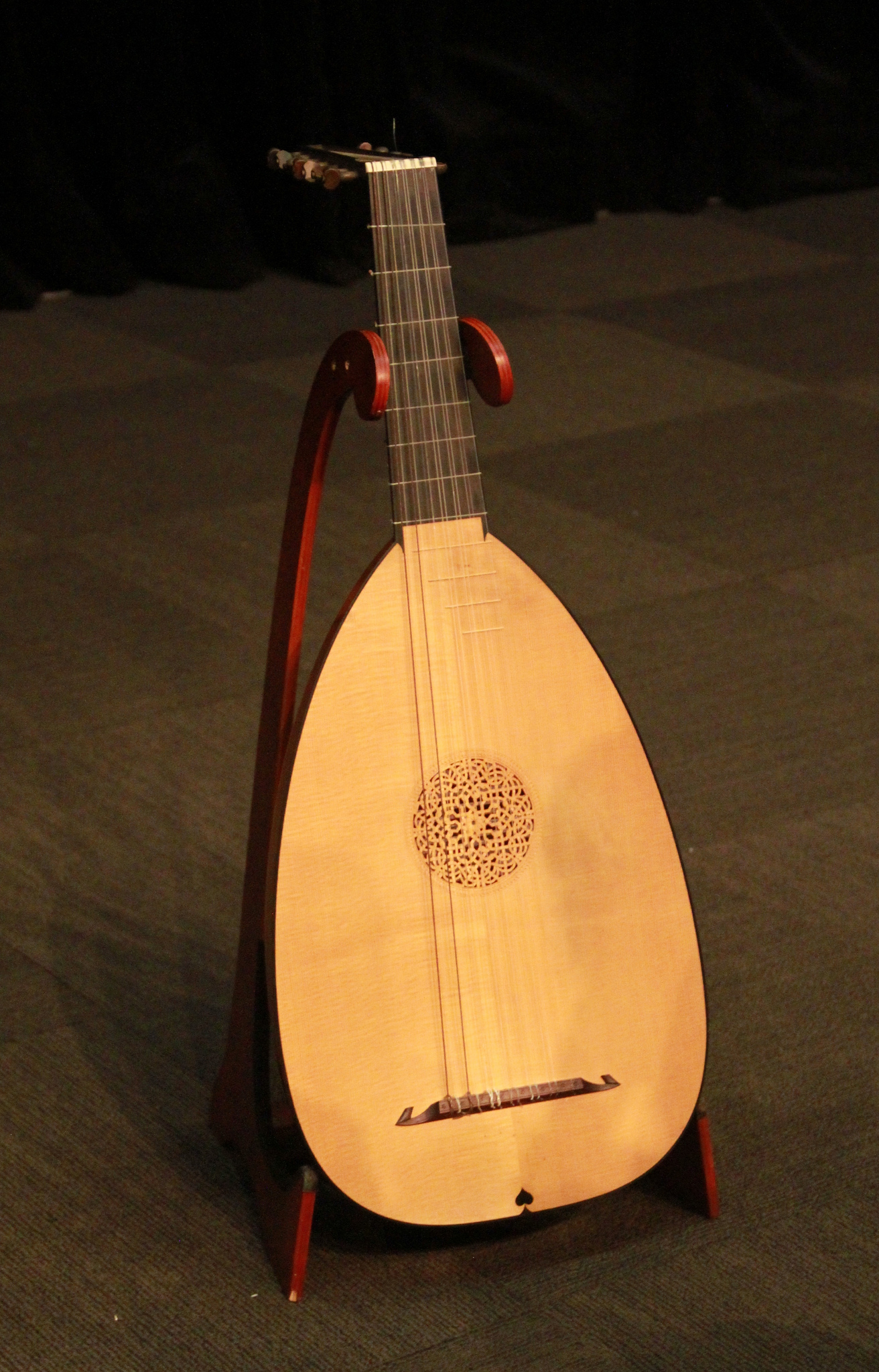
Лютня
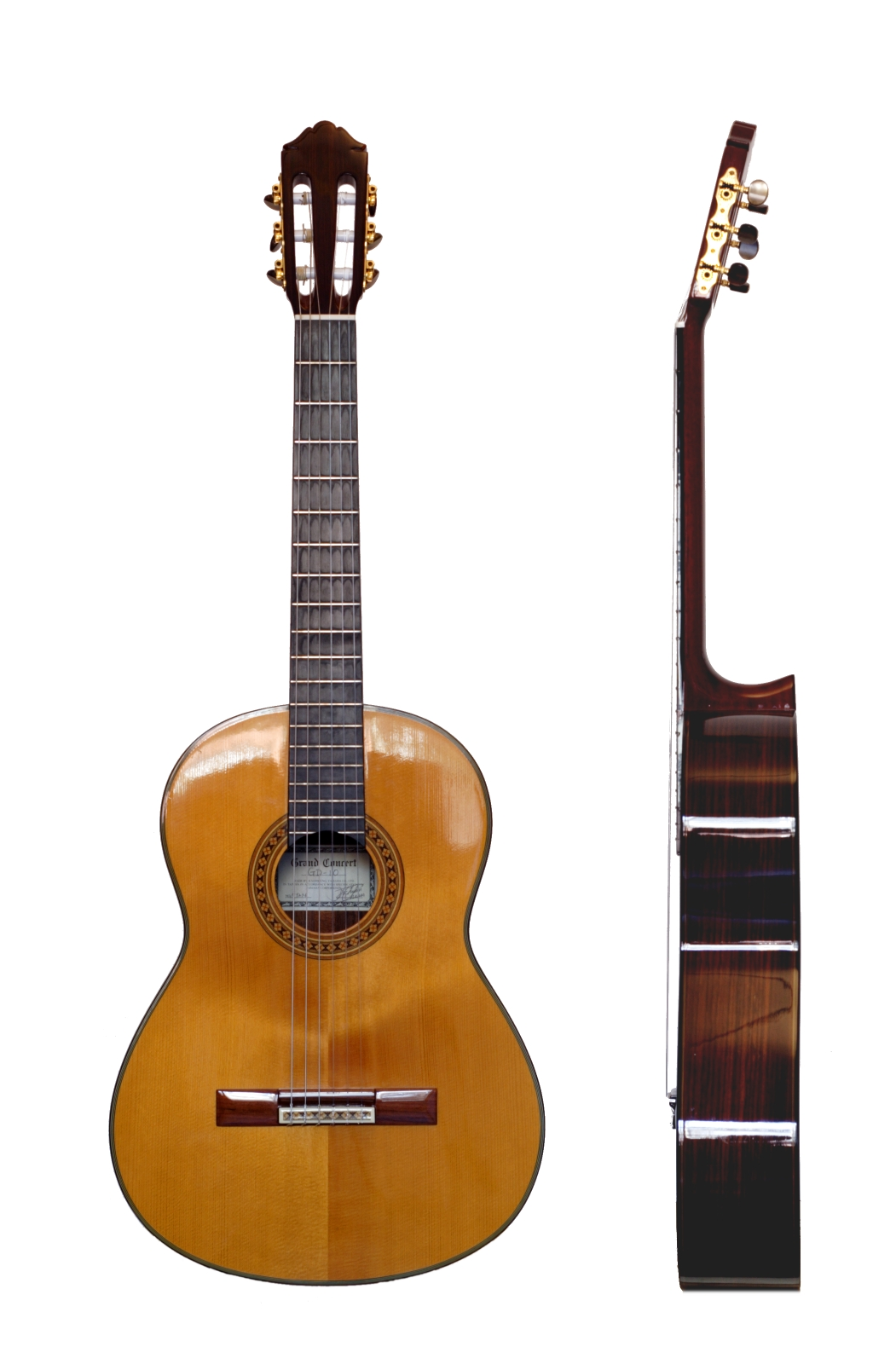
Классическая гитара
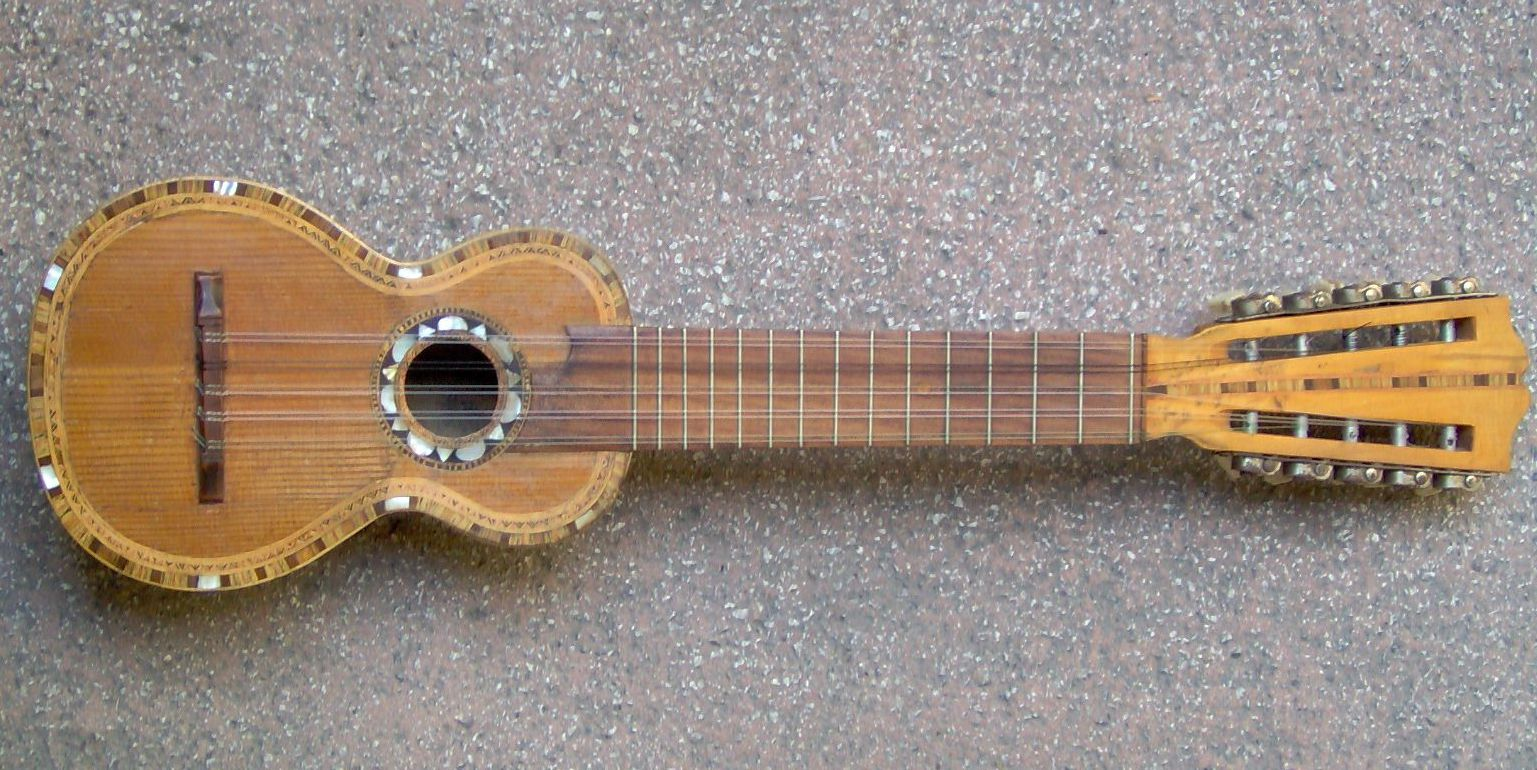
Чаранго
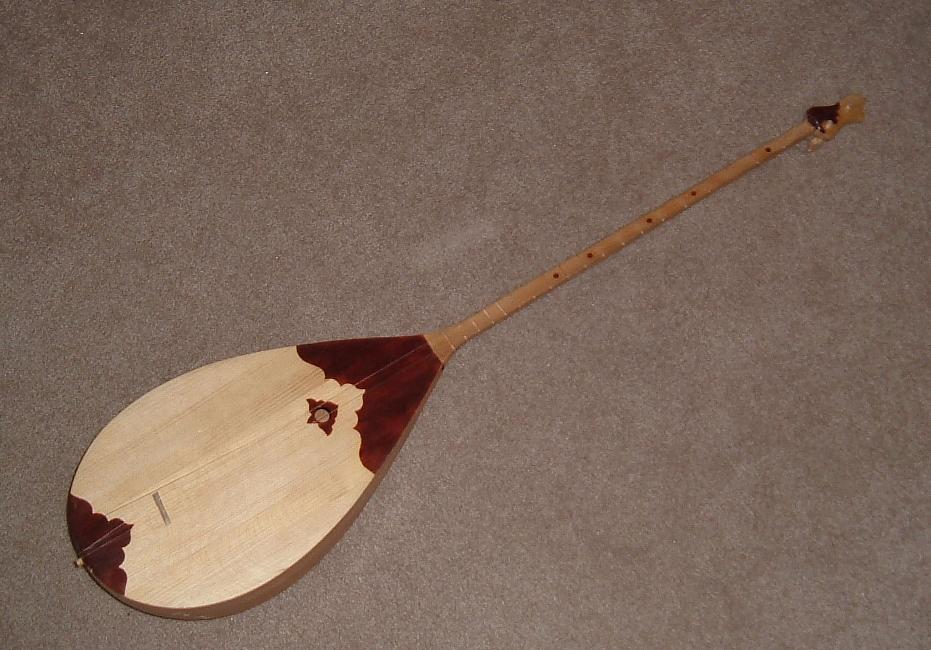
Домбра
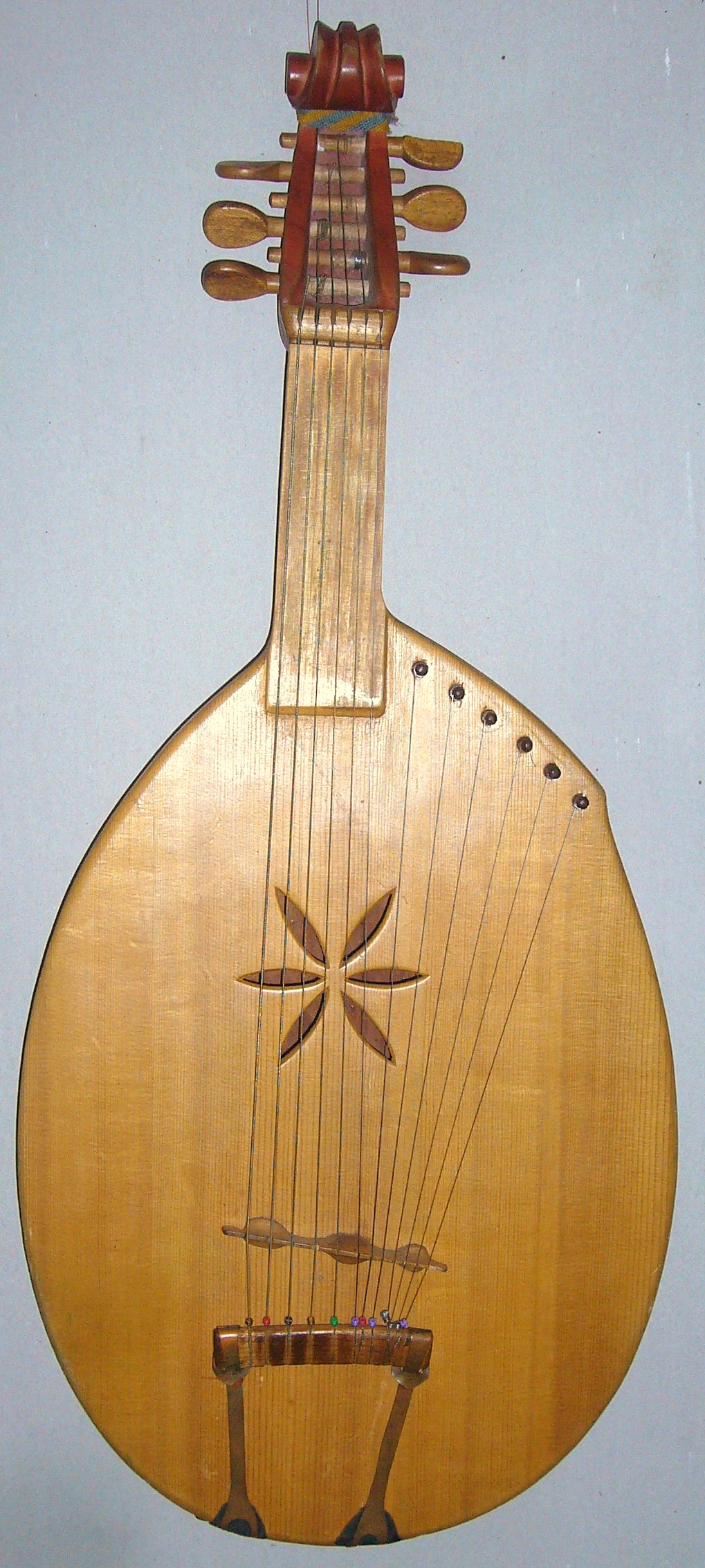
Кобза
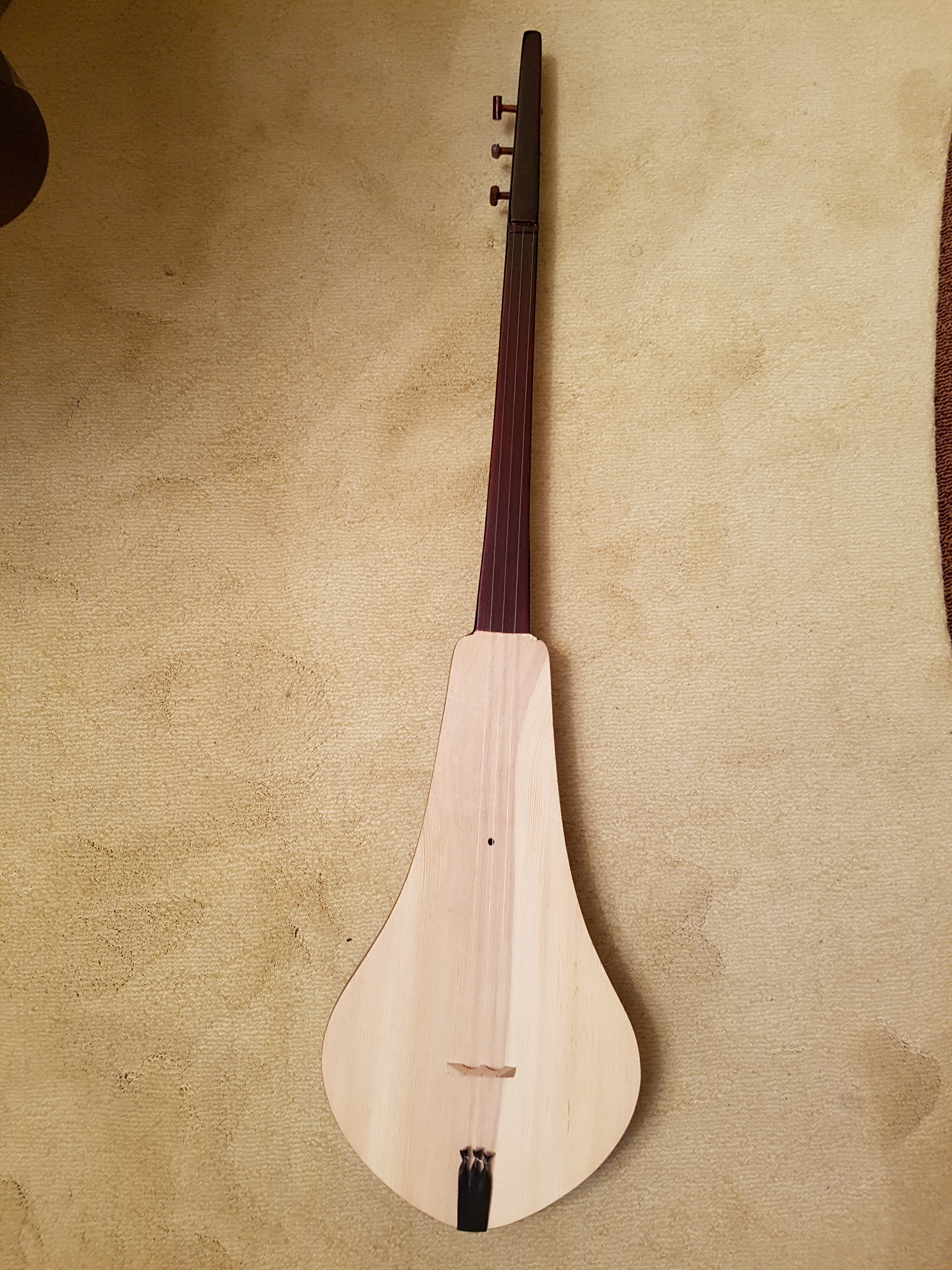
Комуз
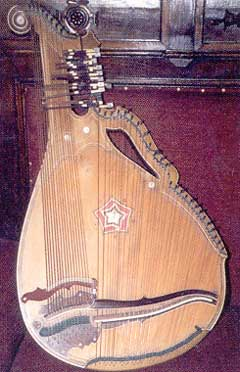
Бандура
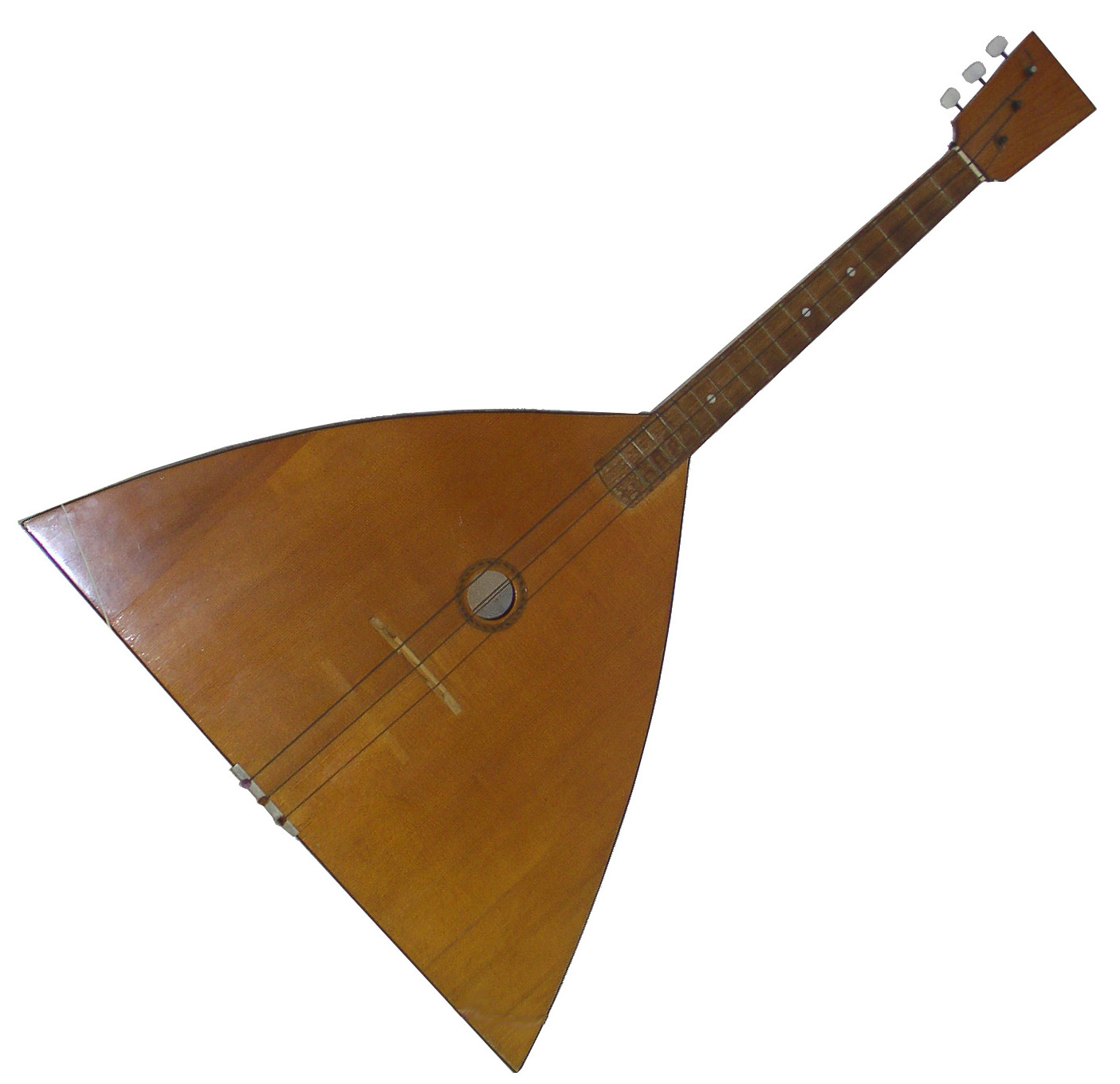
Балалайка (тенор)
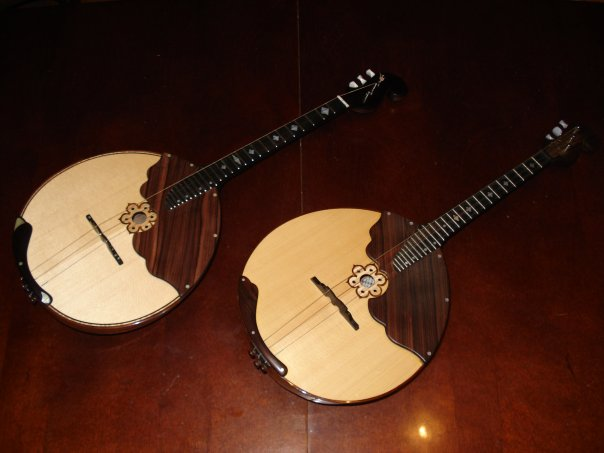
Домра
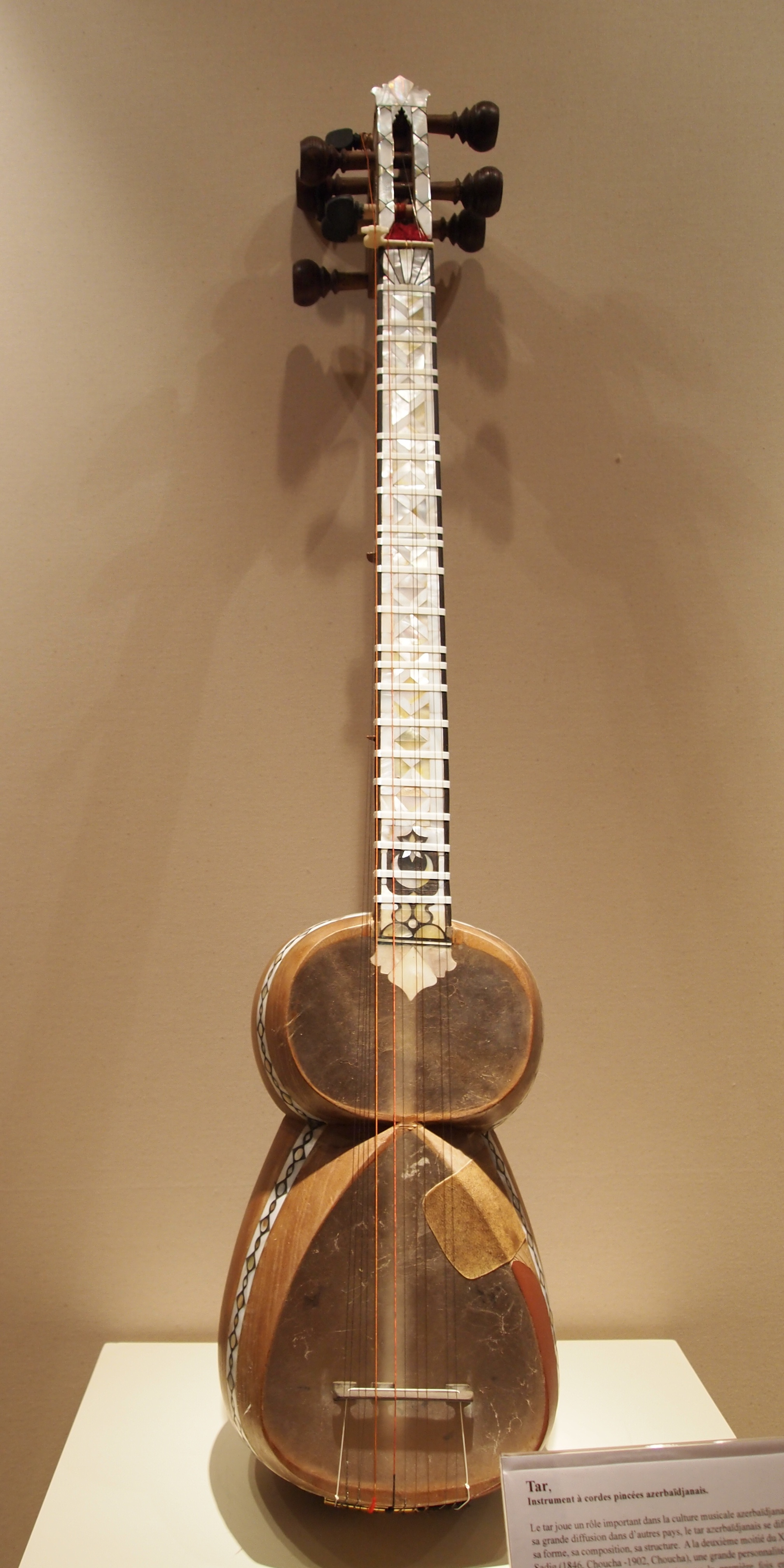
Тар
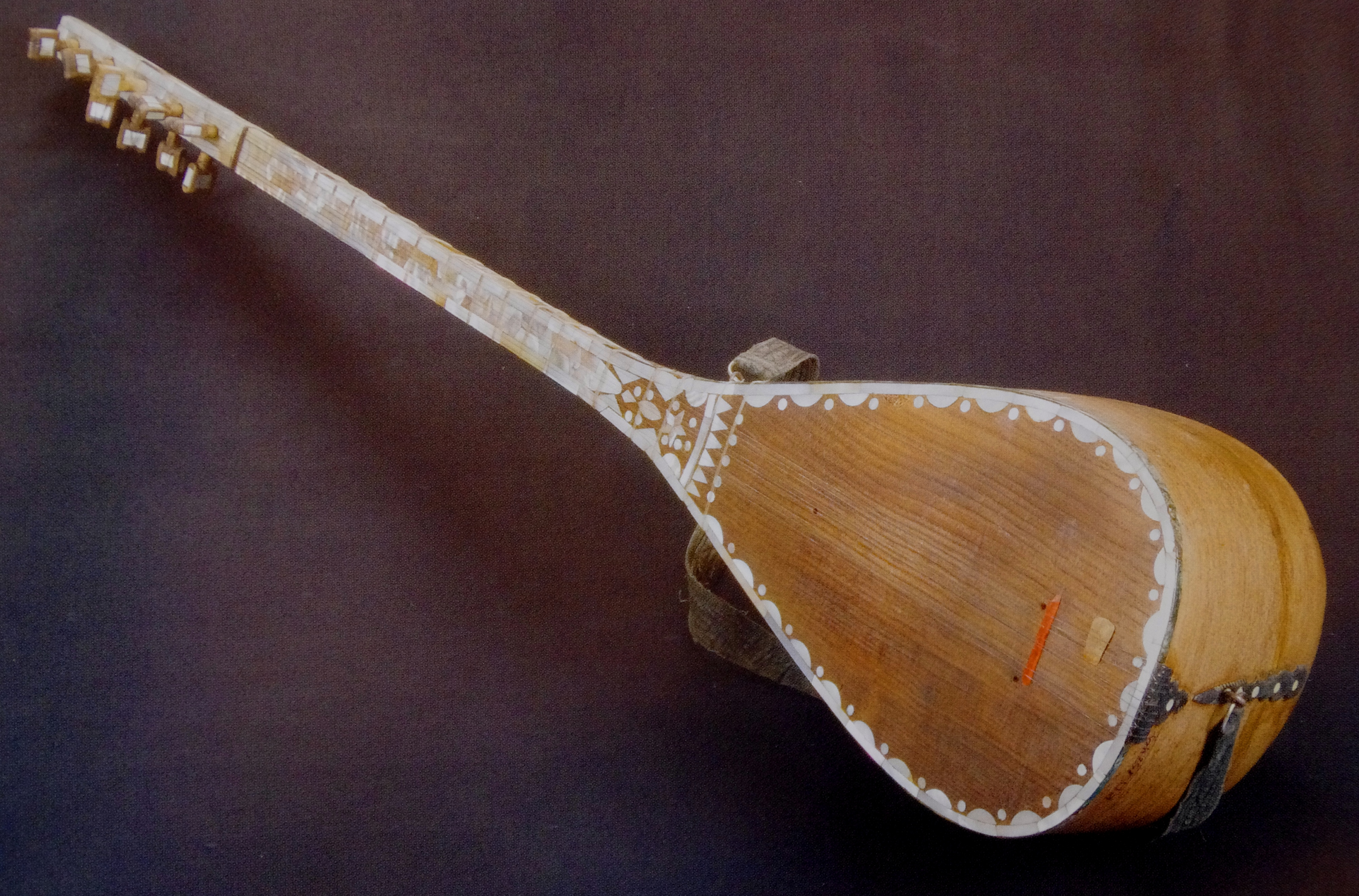
Саз
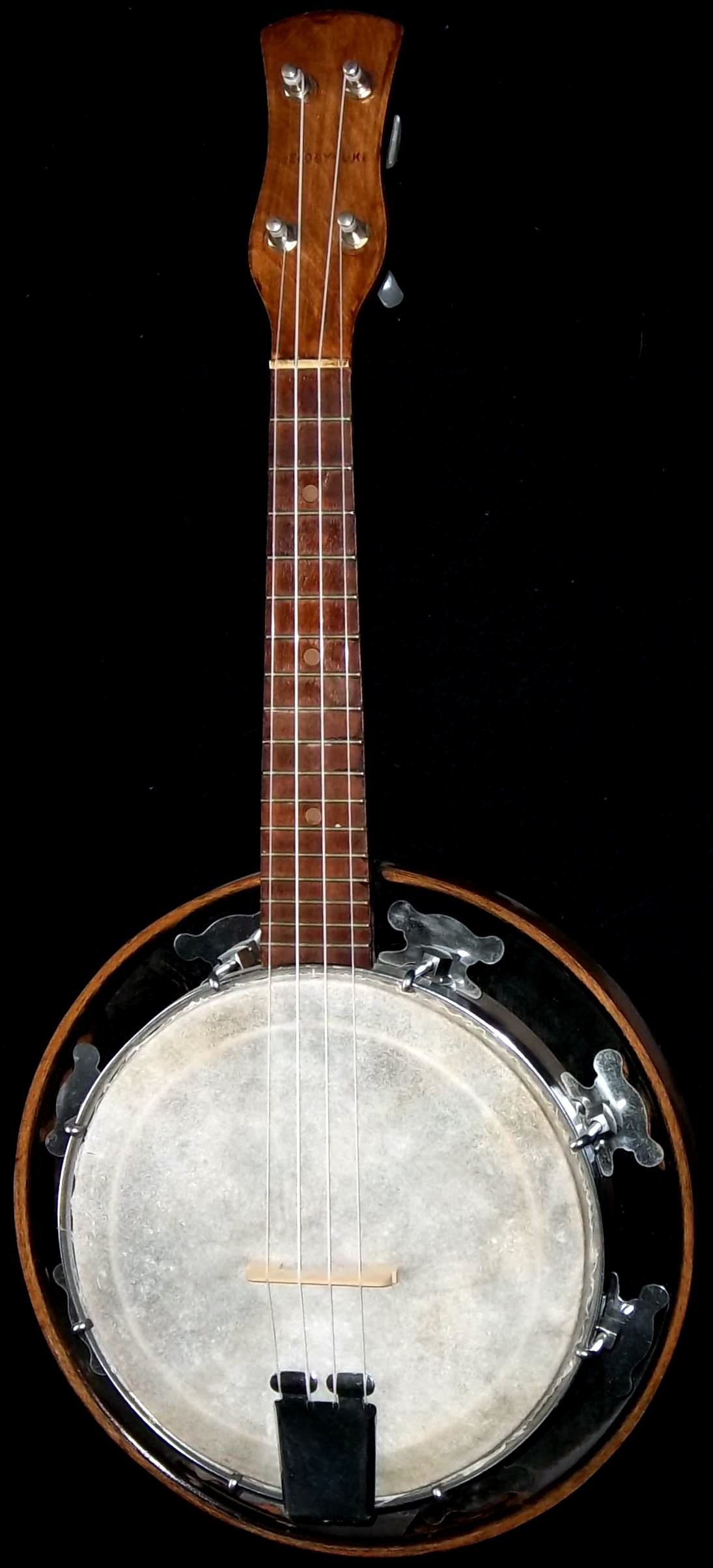
Банджо
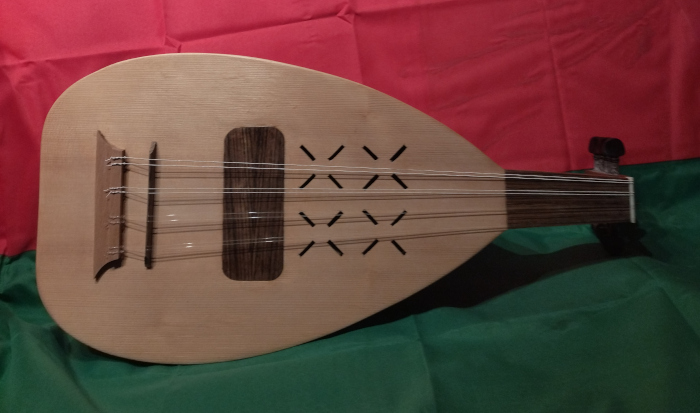
Безладовая лэутарская кобза

## Семейство цитры

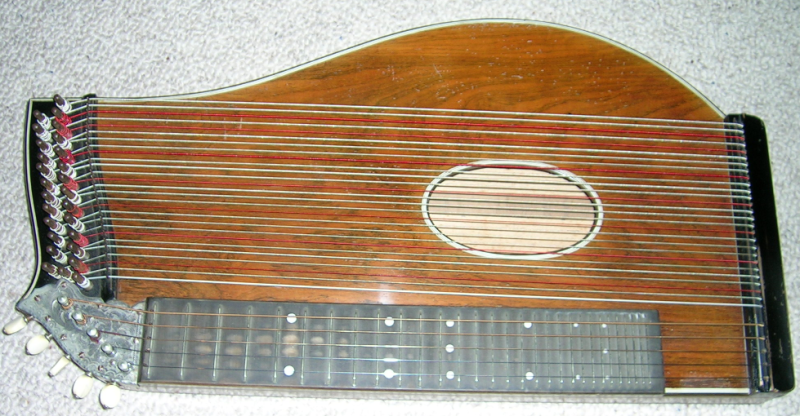
Цитра
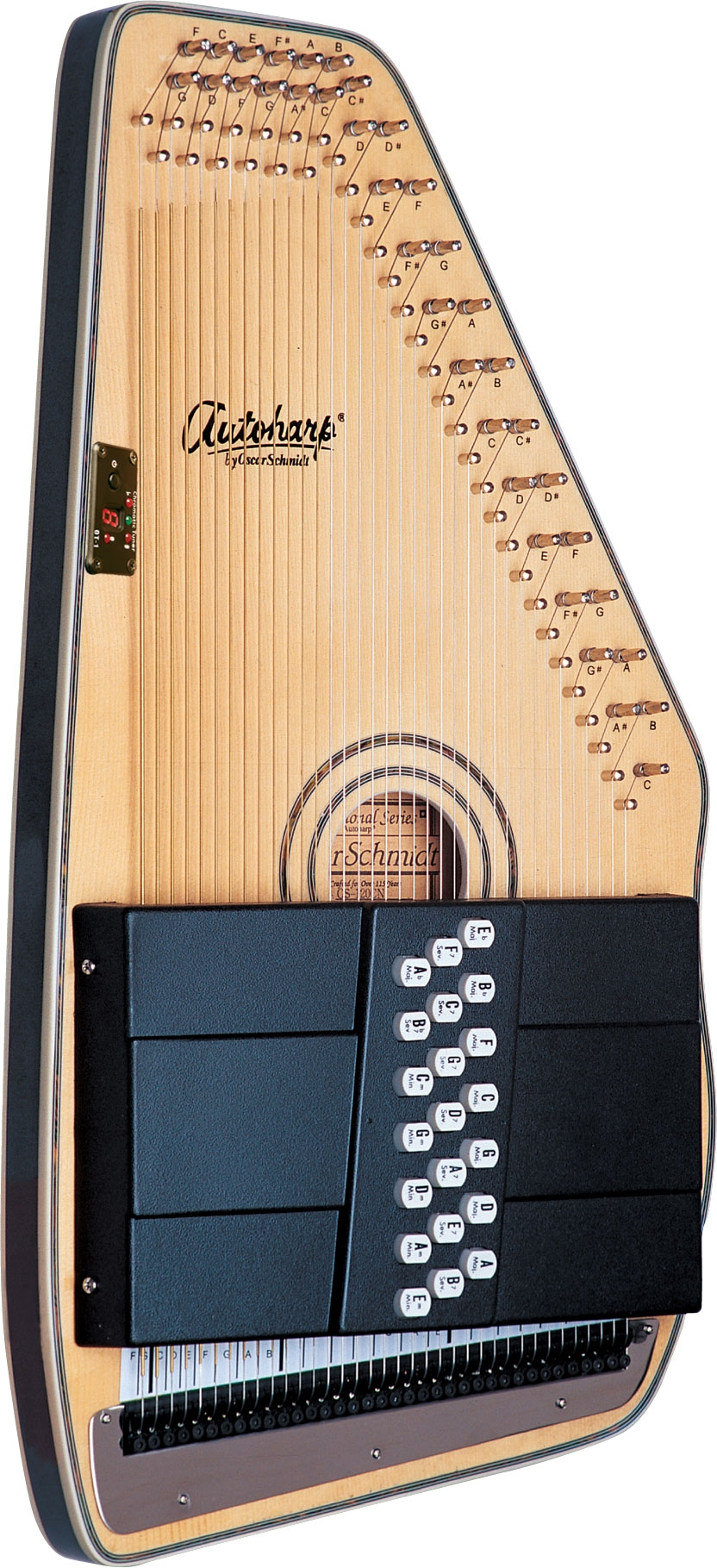
Автоарфа
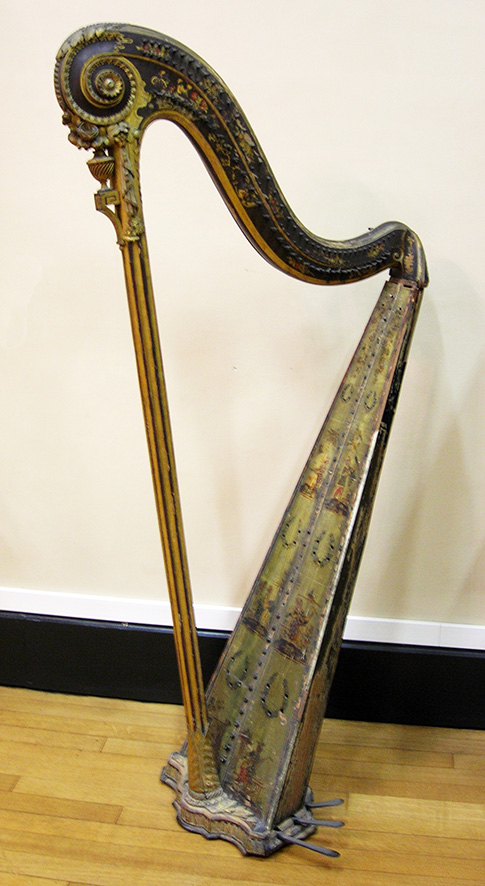
Арфа
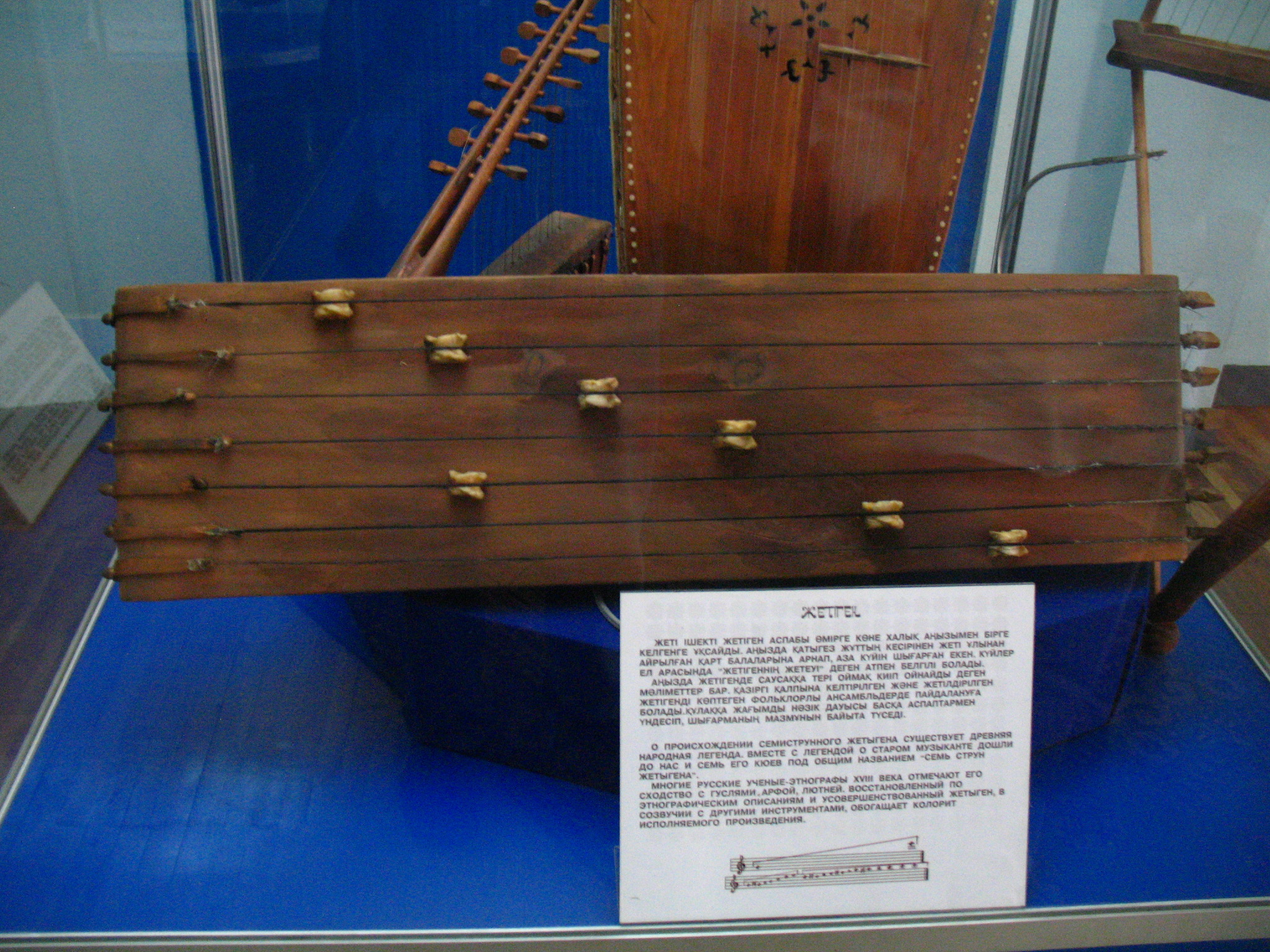
Чатхан (Жетиген)
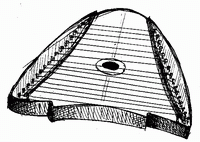
Гусли
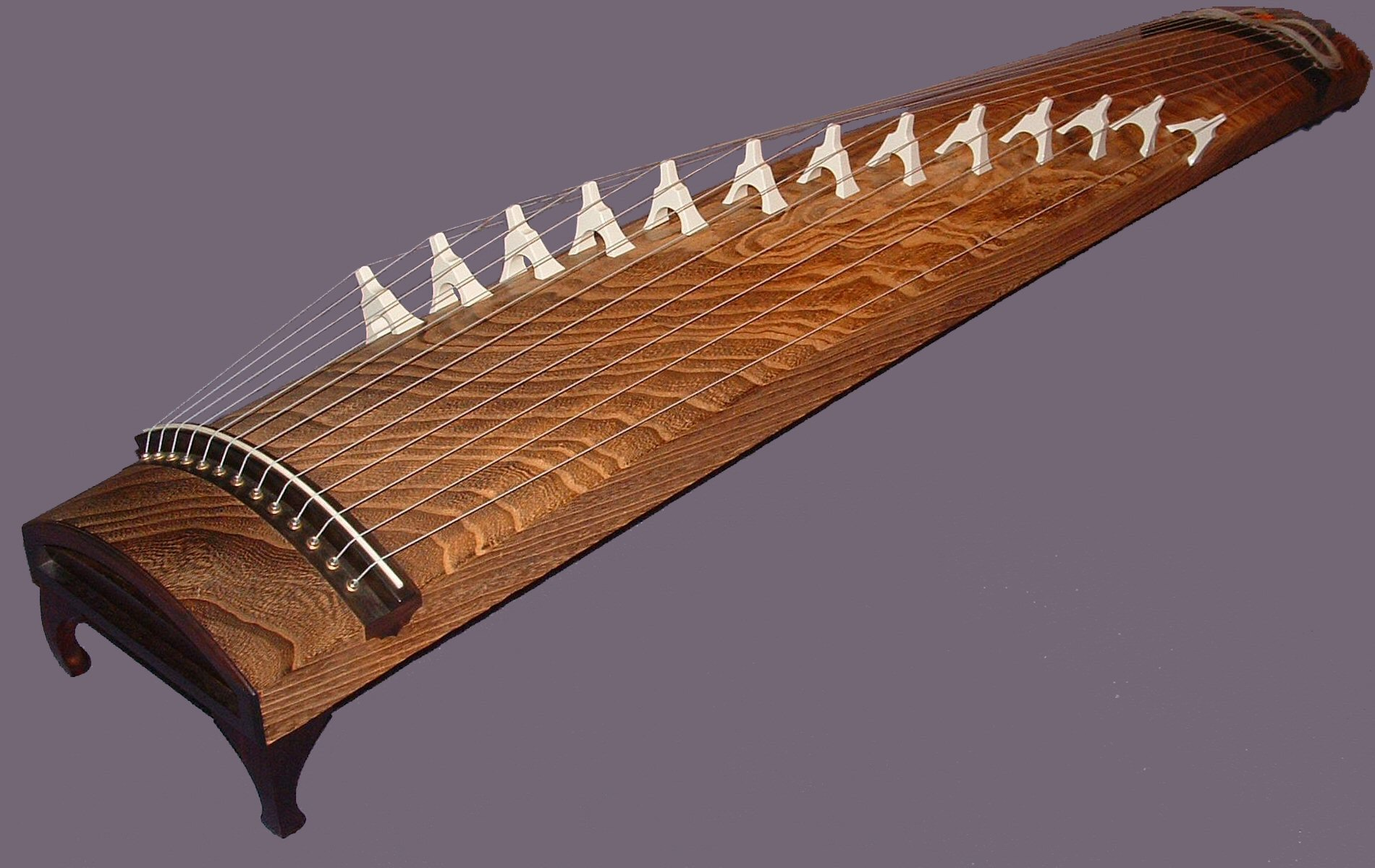
Кото
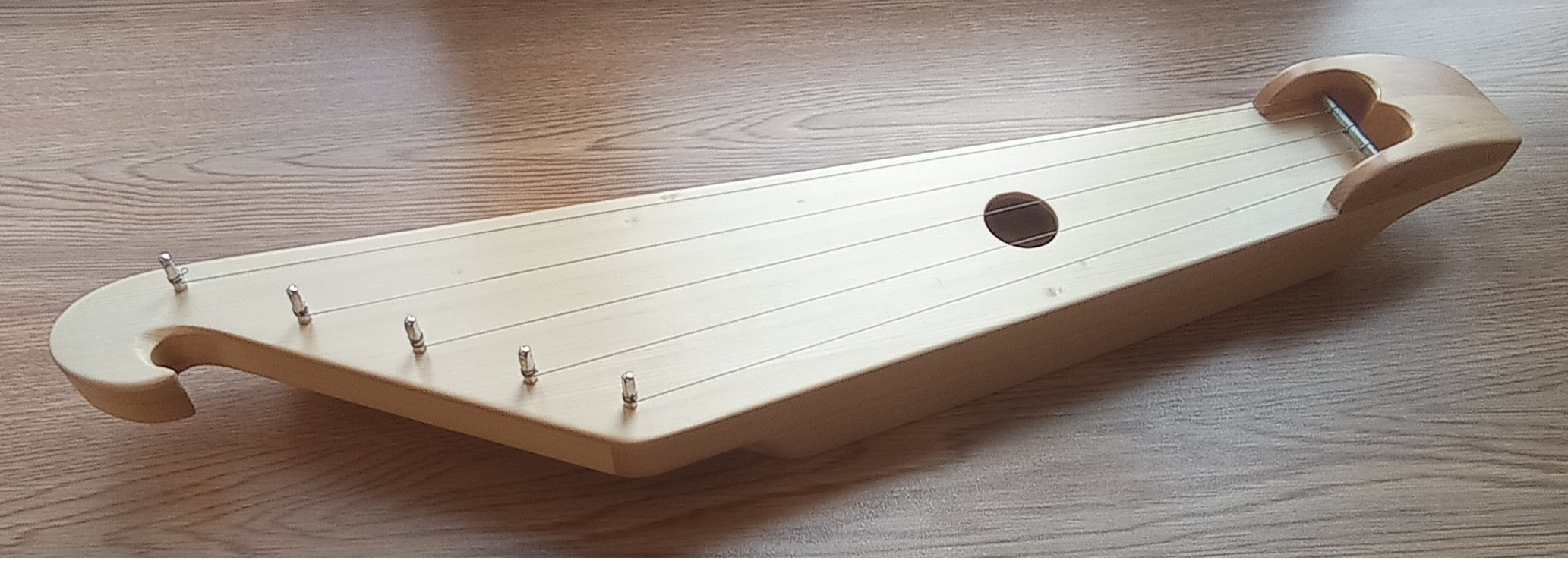
Кантеле
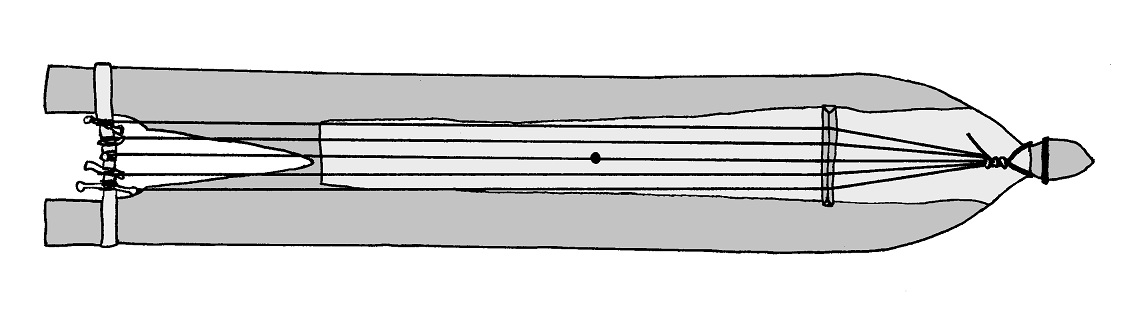
Санквылтап